# タデクイ
タデクイは、日本のロックバンド。所属事務所、レーベルはインディーズ。

## 概要
北海道釧路市の阿寒湖畔出身で、幼馴染の3人で結成したバンド、タデクイ。札幌を中心に活動をし、20242024年3月には初音源「日常」、「屁理屈」を配信リリースし、また1stワンマンライブ「ブルースを蹴飛ばせ」を札幌cube gardenで行ない、同年、10代限定夏フェス「マイナビ 閃光ライオット2024 produced by SCHOOL OF LOCK!」にエントリーしたが惜しくも入賞は逃した。
タデクイというバンド名は、ことわざ“蓼食う虫も好き好き”からきたもので、ジャンルにとらわれず自分らしくある思いで冠した。

## メンバー
| 名前                          | 担当             | 備考 |
| ----------------------------- | ---------------- | --- |
| 下倉 幹人 （しもくら かんと） | ボーカル、ギター | - 生年月日 : 2004年??月??日 - 神奈川県出生、北海道阿寒町出身。北海道釧路明輝高等学校総合科卒業。 - 楽曲の作詞・作曲を担当。 - 前身バンド「GREEN Bou GRINBO」解散後に、映画「アイヌモシㇼ」にて主演を務め俳優デビュー。 |
| 廣野 大地 （ひろの だいち）   | ベース           | - 生年月日 : 2004年??月??日 - 北海道阿寒町出身。北海道釧路明輝高等学校総合科卒業。 - GXIRD/D（ギザドド）のメンバーとしても活動。                                                                                       |
| OMI （オミ）                  | ドラム           | - 生年月日 : 2004年??月??日 - 北海道阿寒町出身。北海道釧路明輝高等学校総合科卒業。 |

## 略歴

### 2021年
- 中学時代に結成した前身バンド「GREEN Bou GRINBO」が中学を卒業するタイミングで解散。その後、メンバー3人ともに同じ高校に行き「3人でバンドやりたいね」となり結成。

### 2022年
- 7月23日、くしろ霧フェスティバル内で開催されたイベント「TEENS ROCK IN KUSHIRO」 に出演し、審査員特別賞を受賞。

### 2023年
- 6月、芸術の森 野外ステージにて開催された「しゃけ音楽会 2023」に出演。

### 2024年
- 3月、初音源「日常」、「屁理屈」を配信リリース、1stワンマンライブ「ブルースを蹴飛ばせ」を札幌cube gardenで開催。テレビ東京系で放送されるドキュメンタリー番組「ザ・ドキュメンタリー」にて「ブルースを蹴飛ばせ！～とあるバンドの日常～」が放送された。
- 7月、10代限定夏フェス「マイナビ 閃光ライオット2024 produced by SCHOOL OF LOCK!」にエントリーしたが惜しくも入賞を逃した。
- 8月18日、SUMMER SONIC 2024に出演。

### 2025年
- 3月、デジタルシングル『レッテル』、『現実』、『灯台』の3週連続リリースを決定。